# Lintrup Sogn
Lintrup Sogn ist eine Kirchspielsgemeinde (dän.: Sogn) im südlichen Dänemark. Bis 1970 gehörte sie zur Harde Frøs Herred im damaligen Haderslev Amt, danach zur Rødding Kommune im Sønderjyllands Amt, die im Zuge der Kommunalreform zum 1. Januar 2007 in der „neuen“  Vejen Kommune in der Region Syddanmark aufgegangen ist.
Im Kirchspiel leben 723 Einwohner, davon 202 im Kirchdorf (Stand:1. Januar 2023). Im Kirchspiel liegt die Kirche „Lintrup Kirke“.
Nachbargemeinden sind im Nordwesten Føvling Sogn, im Norden Folding Sogn, im Osten Skrave Sogn und Hjerting Sogn, im Süden Sønder Hygum Sogn und im Westen Kalvslund Sogn in der Esbjerg Kommune.

## Persönlichkeiten
- Arne Petersen (1913–1990), Radrennfahrer